# 城陽站 (日本)
城陽站（日语：／ Jōyō eki */?）位於日本京都府城陽市寺田林之口，是西日本旅客鐵道（JR西日本）奈良線的一個鐵路車站。

## 車站構造
城陽站原為1面1線的小型地面車站，1991年3月16日新增設交會設備後，於同年5月21日成為了設有2面2線側式月台的橋上車站。
該站為宇治站管理的直營車站，可以使用儲值車票「ICOCA」。

### 月台配置
| 月台 | 路線   | 方向 | 目的地         |
| ---- | ------ | ---- | -------------- |
| 1    | 奈良線 | 上行 | 宇治、京都方向 |
| 2    | 奈良線 | 下行 | 木津、奈良方向 |

## 使用情況
根據京都府統計書，1日平均上車人次如下表。
| 年度   | 一日平均 上車人次 |
| ------ | ----------------- |
| 1999年 | 2,488             |
| 2000年 | 2,444             |
| 2001年 | 2,803             |
| 2002年 | 2,964             |
| 2003年 | 3,044             |
| 2004年 | 3,104             |
| 2005年 | 3,208             |
| 2006年 | 3,266             |
| 2007年 | 3,340             |
| 2008年 | 3,373             |
| 2009年 | 3,318             |
| 2010年 | 3,282             |
| 2011年 | 3,265             |
| 2012年 | 3,255             |
| 2013年 | 3,359             |
| 2014年 | 3,384             |
| 2015年 | 3,486             |
| 2016年 | 3,542             |
| 2017年 | 3,507             |
| 2018年 | 3,512             |

## 相鄰車站
西日本旅客鐵道
 奈良線
■都路快速
宇治（JR-D09）－城陽（JR-D12）－玉水（JR-D16）
■快速
新田（JR-D11）－城陽（JR-D12）－玉水（JR-D16）
■區間快速、■普通
新田（JR-D11）－城陽（JR-D12）－長池（JR-D13）

## 外部連結
- 城陽｜車站資訊：JR出門網 - 西日本旅客鐵道